# Ериду
Ериду је био антички град десет километара југозападно од Ура. Био је најјужнији од конгломерације градова, који су се развијали око храмова, готово један за другим у Сумеру у јужној Месопотамији. Према сумерској листи краљева Ериду је био први град на свету. Вероватно је најстарији град у Сумеру основан око 5.000. п. н. е. - 4.000. п. н. е..
По сумерској митологији један је од пет градова, који су изграђени пре Потопа. Изгледа да је био најраније сумерско насеље и да је највероватније основан око 4.000. п. н. е. близу ушћа реке Еуфрат у Персијски залив. Са акумулацијом муља обала се помакла током много миленијума, тако да је град сада подоста удаљен од мора. 
Према Гвендолину Лејку Ериду је основан на споју три различита екосистема са три различита животна стила. Најстарије пољопривредно насеље било је базирано на интензивној пољопривреди са наводњавањем. Карактеристична је била градња канала и кућа од блатних цигли. Друга култура су били рибари, који су живели у кућерцима од трске. Трећој култури припадало је номадско становништво са овцама и козама, а живели су у шаторима. Кејт Филден каже да је најраније насеље из 5.000. п. н. е. и да је израсло у значајан град до 2900. п. н. е. и да је покривао око 8 до 10 хектара. Кејт даље наводи да је град до 2050. п. н. е. изгубио свој значај. Има веома мало доказа да је град био настањен после тога. Осамнаест храмова од блатних цигли један на другом се налази на месту незавршеног зигурата од Амар-Сина (око 2047. п. н. е.-2039. п. н. е.). 
Ископавања Еридуа су вршили Ирачани из ирачког античког департмана између 1946. и 1949.